# Hoya bawanglingensis
Hoya bawanglingensis ist eine Pflanzenart der Gattung der Wachsblumen (Hoya) aus der Unterfamilie der Seidenpflanzengewächse (Asclepiadoideae). Sie ist bisher nur von Hainan (Volksrepublik China) bekannt geworden.

## Merkmale
Hoya bawanglingensis ist eine kletternde, epiphytische Pflanze mit fadenförmigen, im Querschnitt runden Trieben. Junge Triebe haben oft purpurne Flecken und sind flaumig behaart; ältere Triebe sind kahl. Die fleischigen Blätter sind gegenständig angeordnet. Die Blattspreiten sind eiförmig oder elliptisch mit einem gespitzten Apex. An der Basis sind sie gerundet oder herzförmig, der Rand ist mit Zilien besetzt. Sie messen 7,5 bis 10,5 cm in der Länge und 3,3 bis 4,5 cm in der Breite. Ober- und Unterseite ist flaumig behaart. Sie besitzen in der Nähe des Stiels wenige purpurfarbene Flecke; die Zahl nimmt zur Blattspitze hin zu. Die flaumig behaarten Blattstiele sind gekrümmt oder leicht in sich verdreht und im Querschnitt rund. Sie sind 1,2 cm lang, dunkelpurpur oder graugrün gefärbt.
Der Blütenstand ist doldenartig mit 12 bis 25 Einzelblüten. Der Stiel des Blütenstands wird 7 bis 10,5 cm lang. Er ist grün mit purpurfarbenen Flecken und flaumig behaart. Die Blütenstiele sind schlank-fadenförmig und 2 bis 2,2 cm lang. Sie sind weißlich mit purpurfarbenen Flecken und flaumig behaart. Die Kelchblätter sind dreieckig und gespitzt. Sie überlappen sich an der Basis. Die ca. 1 cm im Durchmesser große Blütenkrone ist radförmig mit zurück gebogenen Kronzipfeln. Die Kronzipfel sind eiförmig, 4 bis 7 mm lang und 4 bis 5 mm breit. Sie sind weiß mit purpurfarbenen Flecken auf der Innen- und Außenseite; innen sind sie mit weißen Härchen besetzt. Die Nebenkrone ist weißlich mit einem purpurfarbenen Zentrum. Sie weist rhombenförmige Nebenkronzipfel mit seitlichen Vorsprüngen auf. Die Nebenkronzipfel sind 3,5 bis 4 mm lang und 2 bis 2,5 mm breit. Der äußere Fortsatz ist gespitzt und auf der Unterseite mit einer Längsrinne versehen. Die inneren Fortsätze berühren sich im Zentrum. Die Pollinia sind goldfarben, und ca. 600 µm breit und 300 µm breit. Die dunkelpurpur gefärbten Balgfrüchte sind spindelförmig, 8 bis 10,5 cm lang und 0,8 cm dick. Die Damen sind länglich in der Draufsicht (4 × 1 mm), braun oder dunkelbraun mit einem weißen, seidigen Haarschopf, der ca. 3,5 cm lang ist.

## Geographische Verbreitung und Habitat
Die Art ist bisher nur von Hainan, China nachgewiesen. Der Holotyp wurde in der Nähe von Bawangling (19°79'N, 109°69' E) in einem Bergregenwald in 423 m über Meeresspiegel gesammelt. Die Art wurde bisher zwischen 270 und 430 m Höhe über Meeresspiegel gefunden. Sie wächst als Epiphyt auf verschiedenen Arten von Bäumen, wie z. B. Cleistocalyx operculatus (Roxb. Merrill & L.M.Perry, Ficus subpisocarpa Gagnepain, Machilus salicina Hance, Symplocos chunii Merrill, Schima superba Gardner & Champion, Cyclobalanopsis patelliformis (Chun) Y.C.Hsu & H.W.Jen, Vatica mangachapoi Blanco, Syzygium buxifolium Hooker & Arnott, Semiarundinaria shapoensis McClure, Licuala fordiana Beccari und Ardisia densilepidotula Merrill.

## Belege
- Shao-yun He, Ping-tao Li, Jia-yi Lin, and Mei-ling Zeng (2009): A New Species of Hoya (Apocynaceae, Asclepiadoideae) from Hainan, China. Novon: A Journal for Botanical Nomenclature, 19(3): 357–359. 2009 doi:10.3417/2007154